# (32027) 2000 HO100
2000 HO100 (asteroide 32027) é um asteroide da cintura principal. Possui uma excentricidade de 0.14100380 e uma inclinação de 7.20814º.
Este asteroide foi descoberto no dia 24 de abril de 2000 por LONEOS em Anderson Mesa.